# العلاقات الهندية البيلاروسية
العلاقات الهندية البيلاروسية هي العلاقات الثنائية التي تجمع بين الهند وروسيا البيضاء.

## مقارنة بين البلدين
هذه مقارنة عامة ومرجعية للدولتين:
| وجه المقارنة                                              | الهند                       | روسيا البيضاء                    |
| --------------------------------------------------------- | --------------------------- | -------------------------------- |
| المساحة (كم2)                                             | 3.29 مليون                  | 207.60 ألف                       |
| عدد السكان (نسمة)                                         | 1.35 مليار                  | 9.50 مليون                       |
| الكثافة السكانية (ن./كم²)                                 | 410.33                      | 45.76                            |
| العاصمة                                                   | نيودلهي                     | مينسك                            |
| اللغة الرسمية                                             | اللغة الهندية، لغة إنجليزية | اللغة البيلاروسية، اللغة الروسية |
| العملة                                                    | روبية هندية                 | روبل بلاروسي                     |
| الناتج المحلي الإجمالي (بليون دولار)                      | 2.60 تريليون                | 54.44 مليار                      |
| الناتج المحلي الإجمالي (تعادل القوة الشرائية) بليون دولار | 8.00 تريليون                | 168.35 مليار                     |
| الناتج المحلي الإجمالي الاسمي للفرد دولار أمريكي          | 1.60 ألف                    | 5.74 ألف                         |
| الناتج المحلي الإجمالي للفرد دولار أمريكي                 | 5.70 ألف                    | 18.18 ألف                        |
| مؤشر التنمية البشرية                                      | 0.609                       | 0.798                            |
| رمز المكالمات الدولي                                      | +91                         | +375                             |
| رمز الإنترنت                                              | .in، .भारत ‏، .بھارت ‏،        | .by، .бел                        |
| المنطقة الزمنية                                           | ت ع م+05:30، توقيت الهند    | ت ع م+03:00                      |

## مدن متوأمة
في ما يلي قائمة باتفاقيات التوأمة بين مدن هندية وبيلاروسية:
- ترتبط بنغالور مع مينسك باتفاقية توأمة.

## منظمات دولية مشتركة
يشترك البلدان في عضوية مجموعة من المنظمات الدولية، منها:
| علم المنظمة | اسم المنظمة                        | تاريخ انضمام الهند | تاريخ انضمام روسيا البيضاء |
| ----------- | ---------------------------------- | ------------------ | -------------------------- |
|             | الاتحاد البريدي العالمي            | ?                  | ?                          |
|             | منظمة حظر الأسلحة الكيميائية       | ?                  | ?                          |
|             | الأمم المتحدة                      | 30 أكتوبر 1945     | 24 أكتوبر 1945             |
|             | وكالة ضمان الاستثمار متعدد الأطراف | 6 يناير 1994       | 3 ديسمبر 1992              |
|             | منظمة الشرطة الجنائية الدولية      | ?                  | ?                          |
|             | مؤسسة التمويل الدولية              | 20 يوليو 1956      | 2 نوفمبر 1992              |
|             | الاتحاد الدولي للاتصالات           | 1869               | 7 مايو 1947                |
|             | البنك الدولي للإنشاء والتعمير      | 27 ديسمبر 1945     | 10 يوليو 1992              |
|             | يونسكو                             | 4 نوفمبر 1946      | 12 مايو 1954               |

## وصلات خارجية
- موقع وزارة الخارجية الهندية
- موقع وزارة الخارجية البيلاروسية